# Eugen Drewermann

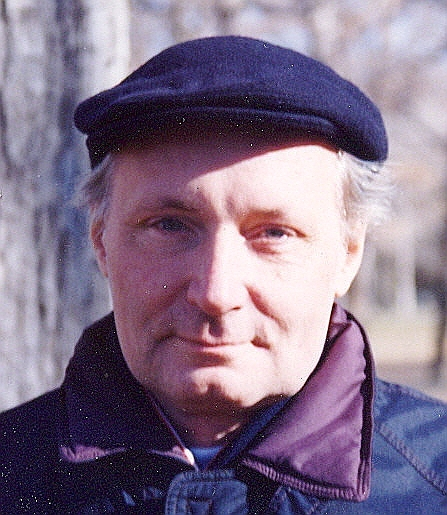
Eugen Drewermann, 1999

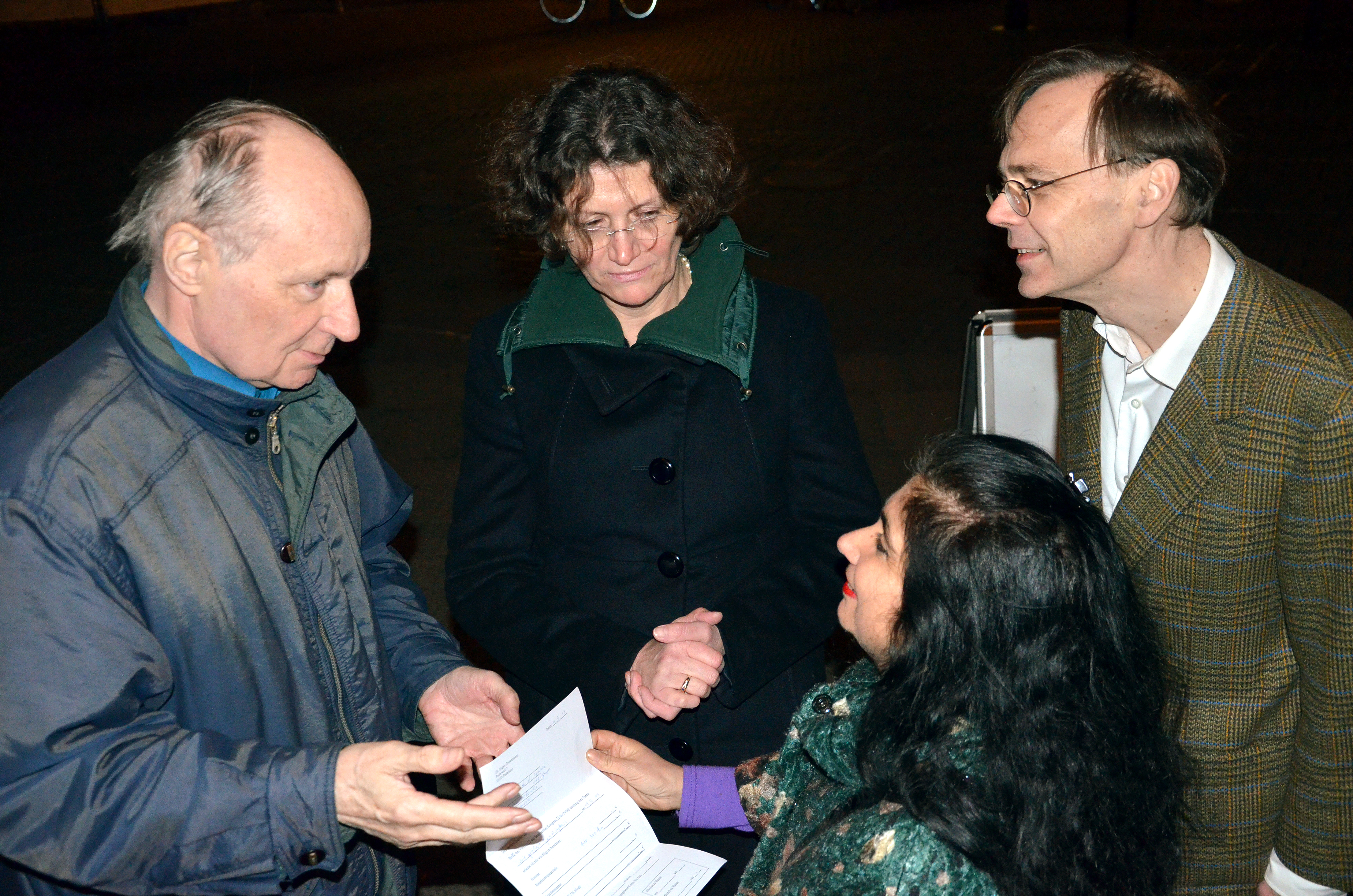
Filosofifestival i Hannover 2014, med bland andra författaren Peter Nickl. Inför ett föredrag om Bergspredikan.

Eugen Drewermann, född 20 juni 1940 i Bergkamen nära Dortmund, är en tysk teolog, psykoanalytiker, författare, samhällsdebattör, kyrkokritiker och avsatt katolsk präst. Drewermanns bibelsyn är inriktad på psykologi. Hans arbeten har översatts till mer än 20 olika språk, dock inte till svenska. Drewermann deltar flitigt i tyska massmedia.
Som författare är Drewermann produktiv, och hans böcker säljer bra för ämnet teologi. I mars 1992 hade Drewermann givit ut 53 titlar (inklusive nio särtryck) vilka tillsammans utgjorde nästan 20 000 boksidor. Sammanlagt hade hans böcker sålt i 1,5 miljoner exemplar. Dessutom fanns 11 böcker skrivna av andra om Drewermann och hans teologi.

## Yrkesbana
Drewermann läste filosofi vid Münsters universitet och teologi i Paderborn. Han prästvigdes 1966. Han läste även psykoanalys i Tiefenbrunn, utan att ta någon examen i ämnet. Hans doktors- och habilitationsavhandling finns utgiven som bokverk i tre delar, Strukturen des Bösen (ungefär "Ondskans strukturer") utgivna 1976-1978. Verket kombinerar Kierkegaards filosofi med biblisk exeges och psykoanalytiska insikter, och utgör basen för Drewermanns senare arbeten.
Efter disputationerna undervisade han i katolsk dogmatik på universitetet i Paderborn, arbetade parallellt som präst och som psykoterapeut och fortsatte skriva böcker om teologiska ämnen. Efter en konflikt om katolska dogmer blev han efter många turer, åratal av diskussioner och stor massmedial uppmärksamhet 1992 suspenderad från prästtjänstgöring. Efter detta har Drewermann arbetat som författare och föredragshållare. Han framträder ofta i tysk TV och föreläser även internationellt. Hans bana som kyrkokritiker nådde sin topp när Der Spiegels julnummer 1993 lät hans bild pryda omslaget; senare har han framför allt kommenterat andliga, religiösa och sociala frågor. Han har även haft egna radioprogram, sända från Berlin och från Bremen.

## Teologi

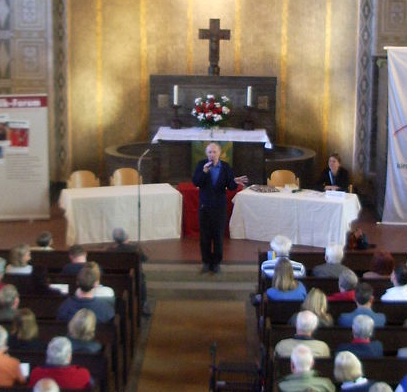
Katolikdagarna (Deutscher Katholikentag) i Osnabrück 2008. Eugen Drewermann talar om Gud och vetenskap i stadens protestantiska Lutherkirche, ett arrangemang av tidningen Publik-Forum.

Ett centralt ämne för Drewermann är hur människans kapacitet till reflektion över sig själv påverkar hur hon upplever rädsla. Han menar att omvandling av rädsla till självförtroende är religionens huvudsakliga ämne. Psykoanalysen är bra för att upplysa människan om hennes situation, men Drewermann menar att förtröstan på Gud behövs för att befria henne. Han menar att människor först måste komma i harmoni med sig själva innan de kan uppfylla moralens krav.
Enligt Drewermann förmedlas religiös kunskap inte bäst via dogmer utan via ett flytande, drömnära och poetiskt religiöst språk. Han omtolkar bibeltexterna drastiskt efter psykoanalytiska, poetiska och existentiella kriterier; tolkningsmetoderna finns tydligt beskrivna i hans Tiefenpsychologie und Exegese (motsv. "Djuppsykologi och exeges") som kom ut i två delar 1984-1985. Hans produktion inrymmer en stor mängd böcker som skildrar icke-moralistiska omtolkningar av nästan samtliga bibliska texter. Drewermann menar att bibelberättelserna ska tolkas symboliskt, på ett sätt som gör dem relevanta och helande för nutida läsare. Hans bibeltolkningar syftar till att återupptäcka det terapeutiska budskapet i såväl Jesu som de gammaltestamentliga profeternas budskap, både för individen och för samhället i stort.
Drewermann kritiserar den romersk-katolska kyrkans tolkning av Jesu underverk, jungfrufödseln, Kristi himmelsfärd och de dödas uppståndelse utifrån sin bakgrund inom filosofi, teologi, psykoanalys och komparativ religionsvetenskap. Han finner dem bokstavliga och biologiskt vidskepliga och medeltida. Drewermann tror inte heller på en allsmäktig Gud, och menar att en allsmäktig gud som inte ingriper mot världens lidanden är en orimlighet.
Många av Drewermanns åsikter rör allmänkristna ämnen som är lika relevanta i en protestantisk kristen tro, medan annat är specifikt katolskt; han menar exempelvis att Jesus inte instiftade de sju katolska sakramenten. Till de katolskt kontroversiella frågorna hör även moralfrågor som användandet av preventivmedel, huruvida de som lämnar ett katolskt äktenskap och gifter om sig borgerligt ska få ta nattvarden, och prästcelibatet. Drewermanns åsikter i flera enskilda religiösa frågor - jungfrufödseln, Jesu Kristi kroppsliga uppståndelse, celibatet, kvinnliga präster - strider mot officiell katolsk lära men matchar i hög utsträckning vad många tyska katoliker faktiskt tror.

## Prästidealet
Drewermanns bäst säljande bok är Kleriker: Psychogramm eines Ideals (ungefär "Präster: Psykologisk profil av ett ideal") från 1990, med 175 000 sålda exemplar. I boken kritiserar han hårt den katolska kyrkans prästideal, som han ser som psykologiskt grymt och mentalt förslavande. Han menar att den typiska person som upplever sig ha en kallelse till att bli präst eller till ordensliv är en osäker människa som är rädd för självförverkligande, en person som inte själv kan formulera sina önskningar och därför hellre lutar sig mot yttre auktoritet. Enligt Drewermann är den psykiska hälsan hos präster och ordensfolk dålig, och deras position och uppgifter hindrar dem från att utvecklas till den självständighet och självmedvetenhet som Gud avsett. Drewermann rekommenderar prästerna att, för sin psykiska utvecklings skull, skaffa ett förhållande.

## Striden kring Drewermann
Drewermanns första strid med Katolska kyrkan kom 1983, då han skrivit att kyrkan var antropocentrisk och bara tog hänsyn till naturen i den mån den var till nytta för människan. I "Psychoanalyse und Moraltheologie" från 1986 luftade Drewermann sina kontroversiella åsikter, bland annat om rätten till skilsmässa och att kunna gifta om sig i kyrkan. Denna ohörsamhet mot katolska dogmer fick prefekten för Troskongregationen, kardinal Joseph Ratzinger (den blivande påven Benediktus XVI) att skriva ett brev till Drewermanns överordnade ärkebiskopen av Paderborn,  Johannes Joachim Degenhardt. Brevet uttryckte "stor oro" över innehållet i Drewermanns skrifter. Därefter utvecklades en offentlig strid som kulminerade 1991, sedan Drewermann publicerat sin bok om Vatikanens prästideal Kleriker. En utdragen debatt mellan Drewermann å ena sidan och ärkebiskopen och den tyska katolska biskopskonferensen å den andra följde.
Biskopskonferensen menade att Drewermann lämnat Katolska kyrkans tro. Enligt biskop Degerhardt var den enskilt viktigaste frågan tron på Jesu uppståndelse. Trots den stora folkliga sympatin för Drewermann förbjöd ärkebiskopen i oktober 1991 honom att undervisa i Katolska kyrkans namn och utestängde honom därmed från undervisning på den katolska teologiska fakulteten i Paderborn, där han sedan 1979 undervisat i komparativ religionsvetenskap och dogmatik. I januari 1992 förbjöd biskopen honom att predika, huvudsakligen på grund av en intervju iDer Spiegel med rubriken Jesus wollte diese Kirche nicht (ungefär "Jesus ville inte denna kyrka"). I april 1992 tog ärkebiskopen även ifrån honom rätten att verka som präst.

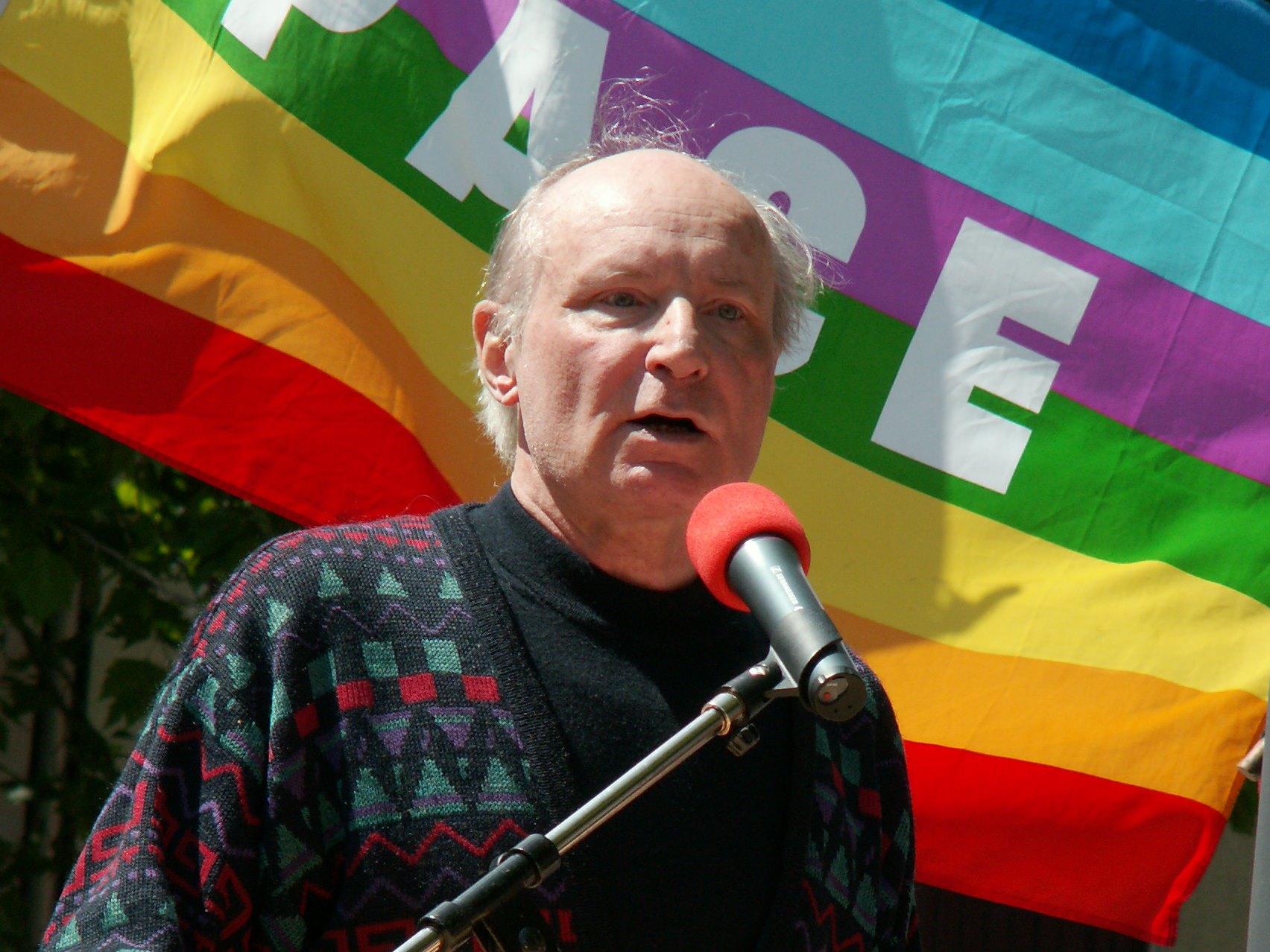
Drewermann som avslutningstalare på en fredsdemonstration i Bremen, 2009.

Striden mellan Drewermann och biskopen rapporterades noggrant i media och var så välkänd att en gallup-undersökning omfattande 3000 tyskar om deras inställning i religiösa frågor, utförd 1992 av Bielefelder Emnid-Institut, inkluderade en fråga om hur de utfrågade ställde sig till tvisten mellan Drewermann och biskopen Degenhardt. Av katolikerna stödde en majoritet (58%) Drewermann, och bara en tredjedel (34%) biskopen.
Drewermann lämnade Katolska kyrkan på sin 65-årsdag 20 juni 2005, vilket han berättade 13 december samma år i en talkshow i tysk TV.

## Debattör och aktivist
Drewermann har ofta yttrat sig politiskt kraftfullt och kontroversiellt. Han var emot Kuwaitkriget och Irakkriget, mot tyskt deltagande i NATO:s krig mot Afghanistan och israeliska luftattacker under Libanonkriget 2006. Som engagerad i den tyska fredsrörelsen har han begärt att man ska avskaffa inte bara Tysklands katolska militärbiskop utan också själva militären, Bundeswehr. Drewermann har skrivit på offentliga upprop till stöd för det tyska vänsterpartiet Die Linke, och framträder som talare på konferenser och demonstrationer som anordnas av vänstern.

## Utmärkelser
Bland de priser han fått finns Herbert Haag-priset 1992 och Erich-Fromm-Preis 2007.

### Källnoter
1. 1 2 3 4 5 6  Encyclopædia Britannica: Eugen Drewermann
2. ↑  Libris-sökning
3. 1 2 3 4 5  Müller, Der Spiegel 1992-03-01: Ich weiß, daß es hilft
4. 1 2 3  Der Spiegel 1993-12-20: Von der Parkbank in die Hölle
5. 1 2 3 4 5  Der Spiegel 1989-10-30: Klerus auf der Couch
6. 1 2 3 4  The Tablet 1990-05-05: Theologian to be investigated
7. 1 2  Der Spiegel 1991-12-23: "Jesus wollte diese Kirche nicht"
8. 1 2 3  Der Spiegel 1992-06-15: Nur noch jeder vierte ein Christ
9. 1 2  The Tablet 1990-08-24: Dialogue with Drewermann
10. ↑  Beier, A Violent God-Image, s.17
11. 1 2 3 4  The Tablet 1992-01-18: New step against German theologian
12. ↑  The Tablet 1992-01-25: Legal action against theologian
13. ↑  Müller/Harenberg, Der Spiegel 1992-03-16: Den Glauben abfragen wie Vokabeln?
14. ↑  The Tablet 1992-04-11: Drewermann suspended
15. ↑  Catholic News Service 2005-12-15: Prominent German theologian, critic...
16. ↑  Katolsk observatör: Eugen Drewermann överger den katolska kyrkan
17. ↑  Herbert Haag-stiftelsens lista över pristagare